# Wood Memorial Stakes
Wood Memorial Stakes, är ett amerikanskt galopplöp för treåriga fullblod som rids årligen på Aqueduct Racetrack i Ozone Park i Queens i New York. Det är sedan 2017 ett Grupp 2-löp, det vill säga ett löp av näst högsta internationella klass. Det var ett Grupp 1-löp från 1974 till 1994, och igen från 2002 till 2016.
Löpet rids sedan 1952 över 1 och 1/8 miles (1811 meter), med en ridvikt på 123 pund (55,8 kg). Wood Memorial Stakes är ett av de större förberedelselöpen i Road to the Kentucky Derby. Mellan 1930 och 2000 segrade elva hästar i både Wood Memorial och Kentucky Derby (Gallant Fox, Twenty Grand, Johnstown, Count Fleet, Hoop Jr., Assault, Foolish Pleasure, Bold Forbes, Seattle Slew, Pleasant Colony och Fusaichi Pegasus). Fyra av dem tog även titeln Triple Crown.

## Vinnare
| År     | Häst               | Jockey                | Tränare                 | Ägare                              | Tid       | Grupp     |
| ------ | ------------------ | --------------------- | ----------------------- | ---------------------------------- | --------- | --------- |
| 2022   | Mo Donegal         | Joel Rosario          | Todd Pletcher           | Donegal Racing                     | 1:47.96   | G2        |
| 2021   | Bourbonic          | Kendrick Carmouche    | Todd Pletcher           | Calumet Farm                       | 1:54.49   | G2        |
| 2020   | Inget löp          | Inget löp             | Inget löp               | Inget löp                          | Inget löp | Inget löp |
| 2019   | Tacitus            | José Ortiz            | William I. Mott         | Juddmonte Farms Inc.               | 1:51.23   | G2        |
| 2018   | Vino Rosso         | John Velazquez        | Todd Pletcher           | Repole Stable & St. Elias Stable   | 1:49.79   | G2        |
| 2017   | Irish War Cry      | Rajiv Maragh          | H. Graham Motion        | Isabelle de Tomaso                 | 1:50.91   | G2        |
| 2016   | Outwork            | John Velazquez        | Todd Pletcher           | Repole Stable                      | 1:52.92   | G1        |
| 2015   | Frosted            | Joel Rosario          | Kiaran McLaughlin       | Godolphin Racing                   | 1:50.31   | G1        |
| 2014   | Wicked Strong      | Rajiv Maragh          | James Jerkens           | Centennial Farms                   | 1:49.31   | G1        |
| 2013   | Verrazano          | John Velazquez        | Todd A. Pletcher        | Let's Go Stables                   | 1:50.27   | G1        |
| 2012   | Gemologist         | Javier Castellano     | Todd Pletcher           | WinStar Farm                       | 1:50.96   | G1        |
| 2011   | Toby's Corner      | Eddie Castro          | H. Graham Motion        | Dianne Cotter                      | 1:49.93   | G1        |
| 2010   | Eskendereya        | John Velazquez        | Todd A. Pletcher        | Zayat Stables                      | 1:49.97   | G1        |
| 2009   | I Want Revenge     | Joseph Talamo         | Jeff Mullins            | David J. Lanzman & IEAH Stables    | 1:49.49   | G1        |
| 2008   | Tale of Ekati      | Edgar Prado           | Barclay Tagg            | Charles E. Fipke                   | 1:52.35   | G1        |
| 2007   | Nobiz Like Shobiz  | Cornelio Velásquez    | Barclay Tagg            | Elizabeth J. Valando               | 1:49.46   | G1        |
| 2006   | Bob and John       | Garrett Gomez         | Bob Baffert             | Stonerside Stable                  | 1:51.54   | G1        |
| 2005   | Bellamy Road       | Javier Castellano     | Nick Zito               | Kinsman Stable                     | 1:47.16   | G1        |
| 2004   | Tapit              | Ramon A. Dominguez    | Michael W. Dickinson    | Ronald Winchell                    | 1:49.60   | G1        |
| 2003   | Empire Maker       | Jerry Bailey          | Robert J. Frankel       | Juddmonte Farms                    | 1:48.60   | G1        |
| 2002   | Buddha             | Pat Day               | H. James Bond           | Gary & Mary West                   | 1:48.60   | G1        |
| 2001   | Congaree           | Victor Espinoza       | Bob Baffert             | Stonerside Stable                  | 1:47.80   | G2        |
| 2000   | Fusaichi Pegasus   | Kent Desormeaux       | Neil D. Drysdale        | Fusao Sekiguchi                    | 1:47.80   | G2        |
| 1999   | Adonis             | Jorge Chavez          | Nick Zito               | Paraneck Stable                    | 1:47.60   | G2        |
| 1998   | Coronado's Quest   | Robbie Davis          | C. R. McGaughey III     | Stuart S. Janney III               | 1:47.40   | G2        |
| 1997   | Captain Bodgit     | Alex Solis            | Gary Capuano            | Team Valor                         | 1:48.20   | G2        |
| 1996   | Unbridled's Song   | Mike E. Smith         | James T. Ryerson        | Paraneck Stable                    | 1:49.80   | G2        |
| 1995   | Talkin Man         | Shane Sellers         | Roger Attfield          | Kinghaven Farms                    | 1:49.20   | G2        |
| 1994   | Irgun              | Gary Stevens          | Steven W. Young         | Brandon & Marianne Chase           | 1:49.00   | G1        |
| 1993   | Storm Tower        | Rick Wilson           | Benjamin W. Perkins Jr. | Char-Mari Stable                   | 1:48.40   | G1        |
| 1992   | Devil His Due      | Mike E. Smith         | H. Allen Jerkens        | Lion Crest Stable                  | 1:49.20   | G1        |
| 1991   | Cahill Road        | Craig Perret          | Scotty Schulhofer       | Frances A. Genter                  | 1:48.40   | G1        |
| 1990   | Thirty Six Red     | Mike E. Smith         | Nick Zito               | B. Giles Brophy                    | 1:50.40   | G1        |
| 1989   | Easy Goer          | Pat Day               | C. R. McGaughey III     | Ogden Phipps                       | 1:50.60   | G1        |
| 1988   | Private Terms      | Chris Antley          | Charles Hadry           | Locust Hill Farm                   | 1:47.20   | G1        |
| 1987   | Gulch              | José A. Santos        | LeRoy Jolley            | Peter M. Brant                     | 1:49.00   | G1        |
| 1986   | Broad Brush        | Vincent Bracciale Jr. | Richard W. Small        | Robert E. Meyerhoff                | 1:50.60   | G1        |
| 1985   | Eternal Prince     | Richard Migliore      | John J. Lenzini Jr.     | Brian J. Hurst                     | 1:48.80   | G1        |
| 1984   | Leroy S.           | Jean Cruguet          | Jan Nerud               | John A. Nerud                      | 1:51.40   | G1        |
| 1983   | Bounding Basque    | Gregg McCarron        | Woody Sedlacek          | Jacques Wimpfheimer                | 1:51.00   | G1        |
| 1982-1 | Air Forbes Won     | Ángel Cordero Jr.     | Frank LaBoccetta        | Edward Anchel                      | 1:51.00   | G1        |
| 1983-2 | Slew o' Gold       | Eddie Maple           | Sidney Watters Jr.      | Equusequity Stable                 | 1:51.40   | G1        |
| 1981   | Pleasant Colony    | Jeffrey Fell          | John P. Campo           | Buckland Farm                      | 1:49.60   | G1        |
| 1980   | Plugged Nickle     | Buck Thornburg        | Thomas J. Kelly         | John M. Schiff                     | 1:50.80   | G1        |
| 1979   | Instrument Landing | Ángel Cordero Jr.     | David A. Whiteley       | Pen-Y-Bryn Farm                    | 1:49.20   | G1        |
| 1978   | Believe It         | Eddie Maple           | Woody Stephens          | Hickory Tree Stable                | 1:49.80   | G1        |
| 1977   | Seattle Slew       | Jean Cruguet          | William H. Turner Jr.   | Karen L. Taylor                    | 1:49.60   | G2        |
| 1976   | Bold Forbes        | Ángel Cordero Jr.     | Laz Barrera             | E. Rodriguez Tizol                 | 1:47.40   | G1        |
| 1975   | Foolish Pleasure   | Jacinto Vásquez       | LeRoy Jolley            | John L. Greer                      | 1:48.80   | G1        |
| 1974-1 | Flip Sal           | Ángel Cordero Jr.     | Stephen A. DiMauro      | Salvatore Tufano                   | 1:51.40   | G1        |
| 1974-2 | Rube The Great     | Miguel A. Rivera      | Pancho Martin           | Sigmund Sommer                     | 1:49.60   | G1        |
| 1973   | Angle Light        | Jacinto Vásquez       | Lucien Laurin           | Edwin Whittaker                    | 1:49.80   | G1        |
| 1972   | Upper Case         | Ron Turcotte          | Lucien Laurin           | Meadow Stable                      | 1:49.00   |           |
| 1971   | Good Behaving      | Chuck Baltazar        | John P. Campo           | Neil Hellman                       | 1:49.80   |           |
| 1970   | Personality        | Eddie Belmonte        | John W. Jacobs          | Ethel D. Jacobs                    | 1:49.40   |           |
| 1969   | Dike               | Jorge Velásquez       | Lucien Laurin           | Claiborne Farm                     | 1:49.60   |           |
| 1968   | Dancer's Image     | Bobby Ussery          | Lou Cavalaris Jr.       | Peter D. Fuller                    | 1:49.00   |           |
| 1967   | Damascus           | Bill Shoemaker        | Frank Y. Whiteley Jr.   | Edith W. Bancroft                  | 1:49.60   |           |
| 1966   | Amberoid           | William Boland        | Lucien Laurin           | Reginald N. Webster                | 1:49.60   |           |
| 1965   | Flag Raiser        | Bobby Ussery          | Hirsch Jacobs           | Isidor Bieber                      | 1:50.20   |           |
| 1964   | Quadrangle         | Bill Hartack          | J. Elliott Burch        | Rokeby Stable                      | 1:50.20   |           |
| 1963   | No Robbery         | John L. Rotz          | John M. Gaver Sr.       | Greentree Stable                   | 1:49.20   |           |
| 1962   | Admiral's Voyage   | Braulio Baeza         | Charles R. Parke        | Fred W. Hooper                     | 1:49.20   |           |
| 1961   | Globemaster        | John L. Rotz          | Thomas J. Kelly         | Leonard P. Sasso                   | 1:50.20   |           |
| 1960   | Francis S.         | Bill Shoemaker        | Burley Parke            | Harbor View Farm                   | 1:50.20   |           |
| 1959   | Manassa Mauler     | Ray Broussard         | Pancho Martin           | Emil Dolce                         | 1:49.60   |           |
| 1958   | Jewel's Reward     | Eddie Arcaro          | Ivan H. Parke           | Maine Chance Farm                  | 1:50.20   |           |
| 1957   | Bold Ruler         | Eddie Arcaro          | Jim Fitzsimmons         | Wheatley Stable                    | 1:48.80   |           |
| 1956   | Head Man           | Eddie Arcaro          | Sylvester Veitch        | C. V. Whitney                      | 1:50.20   |           |
| 1955   | Nashua             | Ted Atkinson          | Jim Fitzsimmons         | Belair Stud                        | 1:50.60   |           |
| 1954   | Correlation        | Bill Shoemaker        | Noble Threewitt         | Robert S. Lytle                    | 1:50.00   |           |
| 1953   | Native Dancer      | Eric Guerin           | William C. Winfrey      | Alfred G. Vanderbilt II            | 1:50.60   |           |
| 1952   | Master Fiddle      | Dave Gorman           | Sol Rutchick            | Myhelen Stable                     | 1:52.40   |           |
| 1951   | Repetoire          | Pete McLean           | Albert Jensen           | Nora A. Mikell                     | 1:44.40   |           |
| 1950   | Hill Prince        | Eddie Arcaro          | Casey Hayes             | Christopher Chenery                | 1:43.60   |           |
| 1949   | Olympia            | Eddie Arcaro          | Ivan H. Parke           | Fred W. Hooper                     | 1:45.00   |           |
| 1948   | My Request         | Douglas Dodson        | James P. Conway         | Florence Whitaker                  | 1:46.20   |           |
| 1947-1 | I Will             | Eddie Arcaro          | Sidney Jacobs           | Jaclyn Stable                      | 1:45.00   |           |
| 1947-2 | Phalanx            | Eddie Arcaro          | Sylvester Veitch        | C. V. Whitney                      | 1:43.80   |           |
| 1946   | Assault            | Warren Mehrtens       | Max Hirsch              | King Ranch                         | 1:46.60   |           |
| 1945-2 | Jeep               | Arnold Kirkland       | Lydell T. Ruff          | C. V. Whitney                      | 1:45.80   |           |
| 1945-1 | Hoop Jr.           | Eddie Arcaro          | Ivan H. Parke           | Fred W. Hooper                     | 1:45.00   |           |
| 1944-1 | Stir Up            | Eddie Arcaro          | John M. Gaver Sr.       | Greentree Stable                   | 1:44.20   |           |
| 1944-2 | Lucky Draw         | Johnny Longden        | Bert Mulholland         | George D. Widener Jr.              | 1:46.20   |           |
| 1943   | Count Fleet        | Johnny Longden        | Don Cameron             | Fannie Hertz                       | 1:43.00   |           |
| 1942   | Requested          | Wayne D. Wright       | Blackie McCoole         | Florence Whitaker                  | 1:45.20   |           |
| 1941   | Market Wise        | Don Meade             | George W. Carroll       | Louis Tufano                       | 1:45.60   |           |
| 1940   | Dit                | Leon Haas             | Max Hirsch              | W. Arnold Hanger                   | 1:45.80   |           |
| 1939   | Johnstown          | James Stout           | Jim Fitzsimmons         | Belair Stud                        | 1:42.00   |           |
| 1938   | Fighting Fox       | James Stout           | Jim Fitzsimmons         | Belair Stud                        | 1:43.00   |           |
| 1937   | Melodist           | Johnny Longden        | Jim Fitzsimmons         | Wheatley Stable                    | 1:42.80   |           |
| 1936   | Teufel             | Eddie Litzenberger    | Jim Fitzsimmons         | Wheatley Stable                    | 1:43.20   |           |
| 1935   | Today              | Raymond Workman       | Thomas J. Healey        | C. V. Whitney                      | 1:42.80   |           |
| 1934   | High Quest         | Dominick Bellizzi     | Robert A. Smith         | Brookmeade Stable                  | 1:43.80   |           |
| 1933   | Mr. Khayyam        | Pete Walls            | Matthew Peter Brady     | Catawba Farm (Madelaine H. Austin) | 1:42.60   |           |
| 1932   | Universe           | Linus McAtee          | Joseph Bauer            | Thomas M. Cassidy                  | 1:43.00   |           |
| 1931   | Twenty Grand       | Charley Kurtsinger    | James G. Rowe Jr.       | Greentree Stable                   | 1:42.60   |           |
| 1930   | Gallant Fox        | Earl Sande            | Jim Fitzsimmons         | Belair Stud                        | 1:43.60   |           |
| 1929   | Essare             | Mack Garner           | Joe Johnson             | Jacques Stable                     | 1:44.00   |           |
| 1928   | Distraction        | Danny McAuliffe       | George Tappen           | Wheatley Stable                    | 1:46.00   |           |
| 1927   | Saxon              | George Ellis          | James G. Rowe Sr.       | Greentree Stable                   | 1:43.60   |           |
| 1926   | Pompey             | Bennie Breuning       | William H. Karrick      | William R. Coe                     | 1:42.00   |           |
| 1925   | Backbone           | Ivan H. Parke         | James G. Rowe Sr.       | Harry Payne Whitney                | 1:43.40   |           |

Noter: 
1. 1956 var Golf Ace först över mållinjen, men diskvalificerades och flyttades ner till andra plats.
2. 1962 var Admiral's Voyage och Sunrise County först över mållinjen i ett dött lopp. Sunrise County diskvalificerades senare och flyttades ner till andra plats.
3. Leroy S. (1984), Cahill Road (1991), Irgun (1994), Coronado's Quest (1998), Buddha (2002). I Want Revenge (2009), Eskendereya (2010) och Toby's Corner (2011) är de senaste hästarna att segra i löpet, men att inte delta i Kentucky Derby.[3]